# Most Szczytnicki
Most Szczytnicki (dawniej Fürstenbrücke, Adolf-Hitler-Brücke) – trójprzęsłowy łukowy most na Starej Odrze we Wrocławiu, położony między zachodnim skrajem placu Grunwaldzkiego a parkiem Szczytnickim.

## Historia
Pierwszy w tym miejscu most powstał już w 1544. Więcej wiadomo o drewnianym moście wzniesionym w 1790 jako dojazd do parku Szczytnickiego. Most ten był dwuprzęsłowy, o konstrukcji w postaci wiązarów Howe'a. Prześwity pod przęsłami mostu miały szerokość po 24 m.
Wobec planowanej w końcu XIX w. budowy nowego szlaku żeglugowego i portu we Wrocławiu zaszła konieczność poszerzenia koryta Starej Odry. W związku z tym postanowiono zastąpić dotychczasowe przestarzałe i drewniane jeszcze mosty nad nim przebiegające, aby umożliwić przepływanie większych jednostek pływających. Nowy most został zaprojektowany przez kierowany przez Alexandra Kaumanna miejski zarząd instalacji podziemnych (niem. Tiefbauverwaltung) otrzymał podobnie jak zbudowany kilka lat wcześniej most Oławski konstrukcję murowaną. Dwa położone w nurcie rzeki filary, wzniesione z granitowych ciosów, wsparto na 26 studniach fundamentowych wypełnionych betonem. Niosące pomost jezdni łuki wymurowano z cegły klinkierowej na zaprawie cementowej. Most otrzymał ozdobne licowanie oraz balustrady. W czasie budowy mostu zbudowano obok tymczasowy most. Wkrótce po otwarciu mostu uruchomiono przebiegającą przez niego linię tramwajową.
W latach 1933–1934 most, który stał się w międzyczasie wobec powstania osiedli Zacisze, Zalesie, Sępolno oraz Stadionu Olimpijskiego za wąski, poddano przebudowie. Z obu stron istniejącej konstrukcji dobudowano wedle projektu miejskiego radcy budowlanego Günthera Trauera poszerzenia o takim samym profilu, lecz w konstrukcji żelbetowej. Wykonawcami były firmy Florentius Brichta oraz Böhm & Hüdig, a kierownikiem budowy był majster budowlany Weigt. Tym razem most otrzymał prostą, pozbawioną zasadniczo ozdób formę. Jedynie w stalowych balustradach mostu umieszczono modernistyczne motywy ozdobne w postaci krat przedstawiających herb Wrocławia oraz godło Prus z lat 1933–1945 – orła dzierżącego miecz i pęk błyskawic. Ponadto na piersiach orła znajduje się kwadratowe pole, w które wówczas wpisana była swastyka – dziś to pole jest puste.

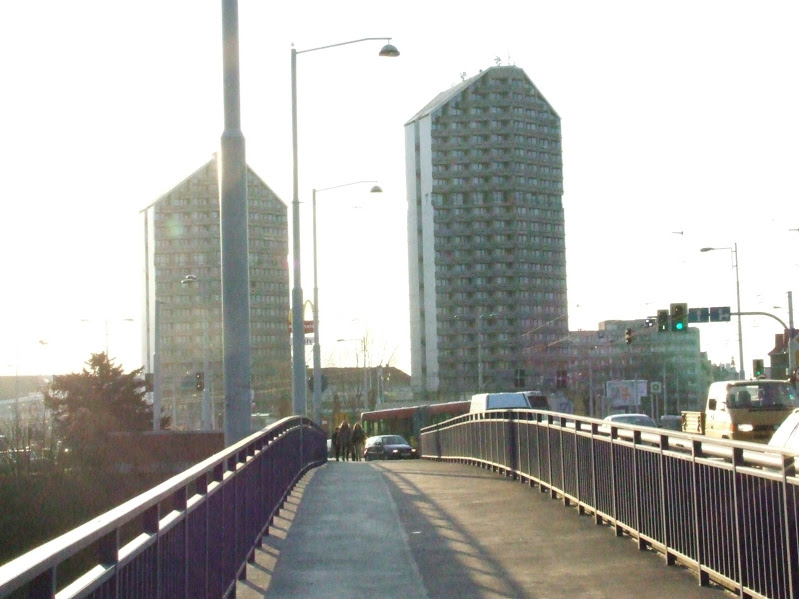
Widok na Dom Akademicki „Ołówek” i Dom Akademicki „Kredka” z Mostu Szczytnickiego

Kolejną gruntowną przebudowę przeprowadzono w latach 2006–2008. Ponownie zbudowano na czas robót most tymczasowy (na północ od mostu głównego) dla samochodów i pieszych; ruch tramwajowy został wstrzymany. Dobudowy z lat 1933–1934 zostały wyburzone, pozostawiono jedynie filary. Następnie poszerzenia mostu zostały odbudowane, tym razem w konstrukcji stalowej. Przy okazji pomost nieznacznie poszerzono. Wykonawcą prac była firma Skanska. Most ponownie otwarto 24 października 2008.